# Quixadá
Quixadá este un oraș în statul Ceará (CE) din Brazilia.